# Andrographis explicata
Andrographis explicata là một loài thực vật có hoa trong họ Ô rô. Loài này được (C.B.Clarke) Gamble mô tả khoa học đầu tiên năm 1924.